# Midnight Club II
Midnight Club II é um jogo eletrônico de corrida desenvolvido pela Rockstar San Diego e publicado pela Rockstar Games. Foi lançado em abril de 2003 para PlayStation 2, em junho para Xbox, e em julho para Microsoft Windows. Em março de 2013, o jogo foi disponibilizado para PlayStation 3 via PlayStation Network. É o segundo título da série Midnight Club e a sequência de Midnight Club: Street Racing (2000).
Assim como seu antecessor, Midnight Club II possui dois modos de jogo: "Arcade", onde o jogador pode percorrer livremente pelo mundo aberto do jogo em opções para um ou múltiplos jogadores, pré-definindo as condições das competições, e "Carreira", que apresenta um enredo onde o personagem principal participa de corridas ilegais, tentando obter o status de melhor corredor de rua. O jogo se passa nas cidades de Los Angeles, Paris e Tóquio, nas quais proporcionam ao jogador grande liberdade de locomoção. À medida que o jogo avança, novos carros e motos ficam disponíveis de adversários derrotados. Cada veículo é caracterizado por suas habilidades especiais que ajudam o jogador a passar pelas corridas.
Midnight Club II foi anunciado em 2002. Graças ao sucesso de Midnight Club: Street Racing no PlayStation 2, a equipe de desenvolvimento da Angel Studios decidiu criar uma sequência, implementando novos recursos, como um modo on-line. Midnight Club II recebeu avaliações positivas da crítica; a maioria dos revisores elogiou as estruturas das cidades, variedade de modos e seu componente on-line, mas criticou o nível de dificuldade, gráficos e trilha sonora. Uma sequência, Midnight Club 3: DUB Edition, foi lançada em abril de 2005.

## Jogabilidade

Um jogador durante uma locomoção livre no mundo aberto do jogo, usando um Veloci. Midnight Club II baseia-se nos elementos de seu antecessor, concentrando-se em corridas de rua ilegais em cidades do mundo real

Midnight Club II é um jogo eletrônico de corrida tridimensional que possui uma jogabilidade no estilo arcade. Assim como seu antecessor, Midnight Club: Street Racing, a sequência se concentra em corridas de rua. Nas cidades do jogo — Los Angeles, Paris e Tóquio — o jogador possui grande liberdade de locomoção pelo seu mundo aberto. Há mudanças na hora do dia e nas condições climáticas. Carros circulam pelas estradas e pedestres andam pelas calçadas, podendo ser atropelados; ruas e condições de tráfego das estradas são individuais para cada cidade.
O modo principal do jogo é o "Carreira", no qual o personagem do jogador deve assumir a liderança entre os corredores de rua da equipe "Midnight Club". Neste modo, os corredores de rua dirigem pelas cidades, cada um dos quais pode ser chamado para uma corrida. Para fazer isso, o jogador precisa acender os faróis para algum deles e depois segui-lo até o local onde começou a primeira corrida da série de competições, sem se afastar por uma longa distância. Além do jogador e do principal adversário convocado para a competição, outros participantes podem competir ao mesmo tempo. Em algumas corridas, é necessário passar por checkpoints em uma determinada sequência, mas em outras o jogador é livre para passá-los em qualquer ordem. Independentemente do caso, para vencer, é necessário passar por todos os checkpoints antes dos rivais, sendo o último sempre o da linha de chegada. Algumas corridas envolvem passar por um tempo limitado. Na maioria das corridas, a polícia está presente e, se o carro de um jogador ou de um oponente passar pela polícia, ela começará uma perseguição, podendo pedir certos reforços. Além disso, em algumas tarefas, o jogador deve primeiro se esconder da polícia com o adversário e só então chegar à linha de chegada. Se o jogador vencer todas as corridas e tarefas da série, ele receberá o veículo do oponente derrotado e, em alguns casos, um novo veículo poderá ser obtido após completar parcialmente a série de competições.
No modo "Arcade", o jogador pode participar de corridas já concluídas, configurando suas condições (por exemplo, a intensidade do tráfego e o número de rivais), ou simplesmente dirigir livremente pelas cidades. Neste modo, são fornecidos amplificadores para alguns tipos de jogos: nas estradas da cidade em que a competição acontece, podem existir cápsulas contendo recursos adicionais, com uma podendo espalhar oponentes para os lados e outra que fornece um escudo para o veículo. Outros recursos disponíveis neste modo incluem o "Circuit", no qual o jogador precisa dar várias voltas ao longo de uma rota condicionalmente fechada e ser o primeiro a chegar à linha de chegada, e o "Battle", onde possui dois tipos de corrida: "Capture the Flag" e "Detonate". Em "Capture the Flag", é necessário pegar uma bandeira e entregá-la na linha de chegada, com os adversários podendo pegar a bandeira colidindo com um veículo que a carrega, entre outros recursos. "Detonate" — uma luta por uma bomba, que, ao contrário da bandeira de "Capture the Flag", não pode ser transferida de carro para carro. Para evitar que o adversário a entregue até a linha de chegada, o jogador precisa danificar o carro dele. O jogo termina quando o tempo se esgota ou um dos jogadores atinge o placar definido. O jogo possui um editor de corridas que permite criar competições com diferentes rotas e condições. O modo multijogador é representado pelos recursos de tela dividida e ser jogado em rede local ou via Internet para até oito jogadores. Após qualquer corrida no jogo, o jogador pode ver seu replay.
Cada carro e moto do jogo possuem características técnicas diferentes, como a velocidade máxima e a quantidade de injeção de nitro. Para cada um dos veículos, o jogador também pode escolher uma entre quatro cores. À medida que avança no modo "Carreira" com carros e motocicletas, vários truques e habilidades ficam disponíveis para o jogador, o que pode facilitar o percurso em corridas subsequentes mais difíceis. Em colisões, carros e motos recebem danos, cuja gravidade é mostrada em um indicador correspondente; caso o indicador esteja cheio, o veículo irá parar ou explodir e, após alguns segundos, irá restaurar seu estado original. Se o jogador cair em um corpo de água suficientemente profundo, a corrida é considerada perdida e a viagem livre pela cidade é interrompida (o jogador pode iniciá-la novamente ou encerrar o jogo). Além disso, se o veículo do jogador quebrar durante uma perseguição, ele será detido, e a corrida terá que recomeçar. Se o carro capotar, depois de alguns segundos ele será restaurado na posição correta, mas sem reparar os danos. As motos são mais fáceis de manobrar e conduzir no trânsito da cidade, mas são menos resistentes a colisões.

## Desenvolvimento e lançamento
Após o sucesso de Midnight Club: Street Racing no PlayStation 2, a equipe de desenvolvimento da Angel Studios começou a desenvolver uma sequência para a mesma plataforma em 2002. Em novembro do mesmo ano, o estúdio foi adquirido pela publicadora do jogo, a Rockstar Games, e foi renomeado para Rockstar San Diego. Durante o desenvolvimento, o projeto manteve as principais características de Street Racing, como as corridas de rua e perseguições policiais em cidades reais; no entanto, alterações foram realizadas em alguns dos elementos presentes em seu antecessor e novos recursos foram adicionados. Assim, Midnight Club II removeu colecionáveis escondidos em cidades que dão acesso a carros novos, mas incrementou um novo meio de transporte — uma moto, bem como vários recursos especiais para veículos, como um arranque rápido e a capacidade de andar em duas rodas. Além disso, a sequência introduziu um modo on-line completo que suporta até oito pessoas, novos recursos, bem como um editor que permite que o jogador crie suas próprias competições de corrida.
O anúncio do jogo ocorreu em 16 de maio de 2002. Neste mesmo dia, foi revelado algumas das características do projeto e seu enredo, bem como as cidades de onde o jogo se passaria: Los Angeles, Paris e Tóquio. Foi dito que as localidades, assim como no antecessor, dariam total liberdade de movimento, para que o jogador pudesse, por exemplo, pegar atalhos durante a corrida e chegar o mais rápido à determinado checkpoint. Semelhantemente a Street Racing, a sequência foi desenvolvida usando o motor de jogo Angel Game Engine (AGE), mas os desenvolvedores expandiram significativamente os seus recursos, que auxiliou na obtenção de gráficos e efeitos visuais de maior qualidade, bem como na possibilidade do uso de cerca de cinco mil polígonos nos modelos de cada um dos carros; além disso, foi almejado que os danos de colisão dos veículos se tornassem mais realistas. Em novembro de 2002, foram confirmadas versões para as plataformas Microsoft Windows e Xbox (Midnight Club II é o único título da série lançado para Windows). Devido aos distintos equipamentos técnicos, as versões para as diferentes plataformas apresentam algumas diferenças entre si na qualidade dos gráficos, som e funcionalidade. Midnight Club II foi exibido na Electronic Entertainment Expo (E3) 2003.
De acordo com os projetistas da equipe de desenvolvimento da Rockstar San Diego, as cidades do jogo foram criadas com o objetivo de que os jogadores pudessem desfrutar principalmente da exploração de várias áreas e caminhos escondidos. Isso foi feito para aumentar o ritmo e a velocidade das corridas, mas, ao mesmo tempo, foi dada atenção à autenticidade, marcos e ruas famosas recriadas de acordo com protótipos da vida real, como o Santa Monica Boulevard em Los Angeles, e a Torre Eiffel em Paris. Uma tarefa importante para os desenvolvedores foi recriar os efeitos de iluminação de cada cidade em diferentes horas do dia e clima. Os veículos, como em seu antecessor, não são modelos licenciados; no entanto, os desenvolvedores queriam agraciar os jogadores com carros e motos, cujo controle é equilibrado entre realismo e acessibilidade. Os carros no jogo em si foram baseados em modelos de protótipos da vida real construídos especificamente para corridas de rua e possuem certas peças licenciadas de fabricantes de peças reais como AEM, Enkei Wheels e outros. Segundo os desenvolvedores, o modo multijogador on-line foi criado com o objetivo de que os jogadores tivessem a máxima liberdade de ação no mundo aberto e em muitos modos.
"Por mais de dois anos, trabalhamos sem parar para garantir que Midnight Club II oferecesse uma experiência inigualável em termos de ação de corrida não linear e aberta e, simplesmente, o jogo de corrida mais rápido já criado. Com ambientes urbanos extensos, mais de 30 veículos e modos on-line envolventes e imersivos, Midnight Club II está definido para redefinir o gênero de corrida."— Dan Houser, vice-presidente de criação da Rockstar Games
Midnight Club II foi originalmente programado para ser lançado em 11 de fevereiro de 2003 para PlayStation 2, e na primavera norte-americana daquele ano para Xbox e Windows. No entanto, o jogo acabou sendo adiado para o mês de março para PlayStation 2, e para abril para Xbox e Windows. Um novo adiamento acabou ocorrendo, fazendo com que o título fosse lançado em 8 de abril de 2003 na América do Norte, e em 2 de maio na Europa para PlayStation 2. Midnight Club II foi originalmente classificado como "Mature" (M) — acima de 17 anos — pela Entertainment Software Rating Board (ESRB) na América do Norte devido à violência gráfica naturalista (o jogador pode atropelar pedestres), mas depois teve sua classificação indicativa rebaixada para "Teen" (T) — acima de 13 anos. A versão para Xbox foi lançada em 3 de junho do mesmo ano na América do Norte, e em 20 de junho na Europa; para Windows foi lançado em 1.º de julho na América do Norte, e em 11 de julho na Europa. Em janeiro de 2008, o jogo foi disponibilizado na plataforma de distribuição digital Steam. Em março de 2013, a versão de PlayStation 2 de Midnight Club II esteve disponível no console PlayStation 3 para compra na PlayStation Network sob a linha PS2 Classics.

## Trilha sonora
Midnight Club II apresenta uma trilha sonora licenciada de vários artistas e bandas como Alpinestars, Felix Da Housecat, Thomas Bangalter e outros. Diferentes gêneros musicais são tocados no jogo, dependendo de qual dos pilotos está competindo e em qual cidade o jogador está localizado: em Los Angeles, o hip hop é proeminente; em Paris — electro; e em Tóquio — trance. Canções separadas são usadas para as telas de menu. O jogador pode mudar de faixa enquanto dirige, selecionando a música seguinte ou anterior. A versão para Windows do jogo possui suporte para canções personalizadas.
Os participantes da E3 2003 receberam um álbum gratuito intitulado Midnight Club II Soundtrack Sampler, que inclui seis faixas, algumas das quais são apresentadas no jogo.
| Midnight Club II Soundtrack Sampler |                   |                |         |  |
| N.º                                 | Título            | Artista(s)     | Duração |  |
| 1.                                  | "Blue Owl"        | Art of Trance  | 6:33    |  |
| 2.                                  | "Stealth"         | Art of Trance  | 5:19    |  |
| 3.                                  | "Northern Lights" | Conscious      | 6:15    |  |
| 4.                                  | "Rococco"         | Kansai         | 5:57    |  |
| 5.                                  | "Mosquito"        | Art of Trance  | 4:50    |  |
| 6.                                  | "Madagascar"      | Art of Trance  | 6:10    |  |
| Duração total:                      | Duração total:    | Duração total: | 35:04   |  |

## Recepção
Midnight Club II foi bem recebido pela crítica especializada. No agregador de resenhas Metacritic, o jogo possui uma pontuação média de 86/100 para sua versão de Xbox, 85/100 para a versão de PlayStation 2, e 81/100 para sua versão de Windows, com base em 33, 41 e 15 resenhas, respectivamente, indicando avaliações "geralmente favoráveis". Os revisores destacaram o dinamismo de sua jogabilidade, cidades bem desenvolvidas e modo multijogador, mas cederam críticas ao seu alto nível de dificuldade, gráficos mal projetados e trilha sonora.
Os revisores avaliaram positivamente a jogabilidade; comparações comumente foram feitas ao filme The Fast and the Furious (2001). Escrevendo para a Eurogamer, Kristan Reed ficou impressionado com a abordagem não linear para completar cada corrida e a grande variedade de opções de controle de veículos, como a direção de duas rodas. Douglas Perry, da IGN, opinou que a jogabilidade de Midnight Club II é semelhante à de seu antecessor, mas descreveu-a como "mais profunda, mais rápida e com melhor design de pistas." A revisora da Game Revolution, Angela Connor, citou o grande número de modos como um ponto positivo e elogiou cada um deles. Jeff Gerstmann, da GameSpot, saudou o modo Arcade, e chamou o editor de pistas de "uma boa adição". O revisor da GameSpy, Brian Williams, elogiou a mecânica das corridas e a rejogabilidade. O elemento multijogador recebeu avaliações positivas: os revisores elogiaram a variedade de modos, como o "Capture the Flag", o suporte para oito jogadores e a função de bate-papo; no entanto, alguns direcionaram críticas à sua interface e servidores instáveis.
A dificuldade do jogo recebeu avaliações mistas. Perry observou em sua revisão que o nível de dificuldade das corridas varia de moderado a alto, e que o jogador às vezes precisa fazer de cinco a dez tentativas para vencer. Gerstmann desaprovou alguns aspectos, como a "física maluca", a inteligência dos rivais e pistas abertas que o jogador precisa percorrer várias vezes antes de poder lembrar da rota mais bem sucedida. Williams citou o nível de dificuldade como um ponto negativo, opinando que levaria muitos jogadores ao erro, mas elogiou os controles dos carros e das motos, escrevendo: "É claro que o jogo não é realista, mas nunca senti que o controle do meu carro é o culpado por eu não ganhar a corrida, tudo se resumia ao meu desenvolvimento de habilidades de condução". Em contrapartida, Louis Bedigan, da GameZone, reagiu positivamente à dificuldade do jogo, e observou que os jogadores recebem um desafio extremo, mas não barato: "Os rivais conhecem todas as rotas, desviam bem do trânsito e praticamente não são pegos pela polícia, mas também cometem erros, o que os torna parecidos com os jogadores reais".
O design das cidades de Midnight Club II recebeu uma resposta positiva. Reed observou que, entre os aspectos positivos do jogo, é a presença de três cidades, cada uma delas repleta de rotas ocultas. Gerstmann opinou que as metrópoles são "grandes e agradáveis" e elogiou a possibilidade oferecida pelo mundo aberto ao jogador de passar pelos checkpoints de várias maneiras, o que adiciona mais variedade às corridas. Connor elogiou a escala e projeção das cidades, bem como o número de objetos de interação, como derrubar pilares e portas de vidro. Um sentimento semelhante foi compartilhado por Bedigan, que descreveu as cidades do jogo como "enormes" e deu um parecer positivo sobre a possibilidade de viagens livres por suas ruas. Williams chamou o level design de "um dos mais bem elaborados", citando a recriação fiel de marcos importantes das cidades, como o Aeroporto Internacional de Los Angeles e o Museu do Louvre. Scott Alan Marriott, da AllGame, também foi positivo sobre as cidades, observando o grande tamanho de cada uma, seus pontos de referência reconhecíveis e a capacidade do jogador de explorar livremente as ruas sem fazer com que ele se distraia com as competições de corrida.
O componente gráfico do jogo recebeu avaliações variadas. Perry observou que os gráficos são melhores do que os de Midnight Club: Street Racing, mas que não são os melhores do PlayStation 2; ainda assim, o revisor atribuiu elogios às suas partículas, texturas e reflexos. Gerstmann elogiou a qualidade das texturas, bons modelos de carros e efeitos de partículas, mas criticou os efeitos visuais dos faróis e de desfoque no uso do nitro. Na opinião de outros revisores, os gráficos de Midnight Club II são os aspectos negativos do jogo — texturas vagas, iluminação de baixa qualidade, tons de cinza, entre outros, foram identificados. Reed notou falhas gráficas, como carros "angulares" e cenários que "carecem de detalhes". Connor, apesar de ceder uma boa avaliação sobre os modelos tridimensionais das cidades, criticou os modelos dos veículos, que, embora tenham apresentado uma melhoria em relação ao seu antecessor, ainda careciam de acabamentos. Apesar das críticas negativas sobre os gráficos, os revisores ficaram unanimemente satisfeitos com a taxa de quadros estável, mesmo com muitos carros e ação na tela.
Os revisores ficaram divididos quanto ao design de som do jogo. Perry gostou dos efeitos sonoros, chamando-os de "bonitos". Gerstmann elogiou os sons do motor, dos pneus e do óxido nitroso; revisando a dublagem, o representante gostou das vozes dos atores e do sotaque dos personagens, mas se decepcionou com os diálogos com suas gírias "estereotipadas". Williams descreveu os efeitos sonoros como "decentes" e também elogiou o suporte ao Dolby Pro Logic II. Marriott concedeu aos efeitos sonoros uma boa classificação, mas descreveu a dublagem como "irritante". Reed, analisando a versão do jogo para Xbox, elogiou o suporte à fones de ouvido no modo on-line, que permite que os jogadores se comuniquem em tempo real, mas criticou o recurso de máscara de voz, apesar de especular que "muito poucas pessoas já o usaram". Flood, um revisor do site XboxAddict.com, disse que não gostou do som "horrível" e "desnecessário" da buzina.
O acompanhamento musical de Midnight Club II recebeu críticas principalmente negativas. Perry chamou a trilha sonora de "chata e maçante" em comparação com a de outro jogo da Rockstar Games, Grand Theft Auto: Vice City (2002). Da mesma forma, Gerstmann ficou decepcionado com a trilha sonora, pois achou que ela se adequava mais ao estilo urbano do que à jogabilidade do jogo. Williams ficou desiludido com a música, "porque é apenas techno e hip hop que [os jogadores] já ouviram pelo menos um milhão de vezes". Reed não sabia o porquê da Rockstar não ter aproveitado o disco rígido do Xbox e incluído a capacidade de adicionar trilhas sonoras personalizadas, "porque a escolha de músicas que podemos ouvir agora é realmente irritante às vezes". Em oposição às críticas negativas, Marriott observou que embora nenhuma das canções do jogo seja famosa, existem mais de 30 faixas musicais nos estilos de house e trance. Flood disse que as faixas de techno e hip hop apresentadas eram escutáveis, mas também observou que nem todas as pessoas iriam gostar delas. Steve Butts, da IGN, ao revisar a versão de Windows, foi positivo sobre a trilha sonora, escrevendo que, embora "não seja um grande fã [da trilha sonora do jogo], a música define o tom perfeito aqui".

## Legado
Midnight Club II é o segundo título da série de jogos eletrônicos Midnight Club. O jogo foi bem-sucedido comercialmente, vendendo mais de 1,18 milhão de cópias até dezembro de 2007. Foi indicado ao prêmio de "Melhor Jogo de Corrida" na Spike Video Game Awards 2003, mas acabou perdendo para NASCAR Thunder 2004 (2003). Também foi nomeado aos prêmios de "Melhor Jogo de Corrida para PC" e "Melhor Jogo de Corrida para Console" pela The Electric Playground, mas perdeu ambas as categorias para Need for Speed: Underground (2003) e Project Gotham Racing 2 (2003), respectivamente. Em outubro de 2009, os editores da revista Complex classificaram Midnight Club II em 79.º lugar em sua lista referente aos cem melhores jogos da década de 2000. Muitos dos recursos introduzidos em Midnight Club II, como motos, habilidades especiais de veículos e modo on-line, foram usados pelos desenvolvedores em títulos subsequentes da franquia.
Midnight Club II apresentou as cidades de Los Angeles e Tóquio pela primeira vez na série. A primeira posteriormente apareceu como a única cidade em Midnight Club: Los Angeles (2008) para os consoles PlayStation 3 e Xbox 360, onde, no entanto, se tornou mais detalhada e em escala maior, e em Midnight Club: L.A. Remix (2008) para o PlayStation Portable, onde Los Angeles foi convertida diretamente de Midnight Club II e sujeita a pequenas melhorias. Tóquio também apareceu em Midnight Club 3: DUB Edition Remix (2006) para PlayStation 2 e Xbox, e em Midnight Club: L.A. Remix, que também recebeu alguns ajustes. Além disso, Los Angeles e as cidades baseadas nela foram usadas repetidamente em outros jogos da Rockstar Games, como a série Grand Theft Auto e L.A. Noire (2011).

### Sequência
Devido à recepção e vendas positivas do jogo, uma sequência foi lançada em 2005, intitulada Midnight Club 3: DUB Edition, para PlayStation 2, PlayStation Portable e Xbox, na qual proporcionou as cidades de San Diego, Atlanta e Detroit pela primeira vez na série; além disso, o uso do dinheiro ganho em corridas, o licenciamento de fabricantes de veículos reais, bem como a possibilidade de personalização de veículos também foram implementados. Durante o desenvolvimento, os desenvolvedores consultaram a revista automotiva DUB Magazine sobre o estilo do jogo. Midnight Club 3: DUB Edition foi recebido positivamente pela crítica, na qual observou várias melhorias em relação aos títulos anteriores da série.